# Alin Minteuan
Alin Ilie Minteuan (né le 12 novembre 1976 à Cluj-Napoca) est un footballeur roumain reconverti entraîneur.

## Palmarès

### Comme joueur

#### Hapoël Haïfa
- Coupe de la Ligue israélienne (1) : 
  - Vainqueur : 2001

#### CFR Cluj
- Championnat de Roumanie (1) : 
  - Champion : 2008
- Coupe de Roumanie (1) : 
  - Vainqueur : 2008

### Comme entraîneur-adjoint

#### CFR Cluj
- Championnat de Roumanie (1) : 
  - Champion : 2010
- Coupe de Roumanie (1) : 
  - Vainqueur : 2010
- Supercoupe de Roumanie (2) : 
  - Vainqueur : 2009 et 2010